# Guilherme II de Nevers
Guilherme II Nevers (1083 — 20 de agosto de 1148) foi Conde de Nevers e de Auxerre entre 1097 e 1148 e cruzado na cruzada de 1101.

Brasão do Condado de Nevers

Partiu para a Cruzada em fevereiro 1101 com 15 000 homens, no entanto o seu exército não conseguiu tomar a fortemente guarnecida Icônio e foi dizimado na desastrosa batalha de Heracleia Cibistra, tendo chegado a Antioquia com apenas um punhado de cavaleiros.

## Relações familiares
Foi filho de Reinaldo II de Nevers (1055 — 5 de outubro de 1089), conde de Nevers, Auxerre e Tonnerre e de Inês Beaugency,  filha de Lancelino II de Baugency.
Foi casado com Adelaide de Nevers de quem teve:
1. Guilherme III de Nevers (1110 — 21 de novembro de 1161), casado com Ide de Sponheim,
2. Roberto de Nevers, Apenas mencionado em uma carta que data de 1134,
3. Ana de Nevers casada com Guilherme VII de Auvérnia "o Velho", conde de Auvérnia.
4. Reinaldo III Bernardo de Nevers